# Colobizus
Colobizus is een kevergeslacht uit de familie van de boktorren (Cerambycidae). De wetenschappelijke naam van het geslacht werd voor het eerst geldig gepubliceerd in 1922 door Schmidt.

## Soorten
Colobizus omvat de volgende soorten:
- Colobizus seineri Schmidt, 1922
- Colobizus tibiotarsalis Schmidt, 1922